# Céleres

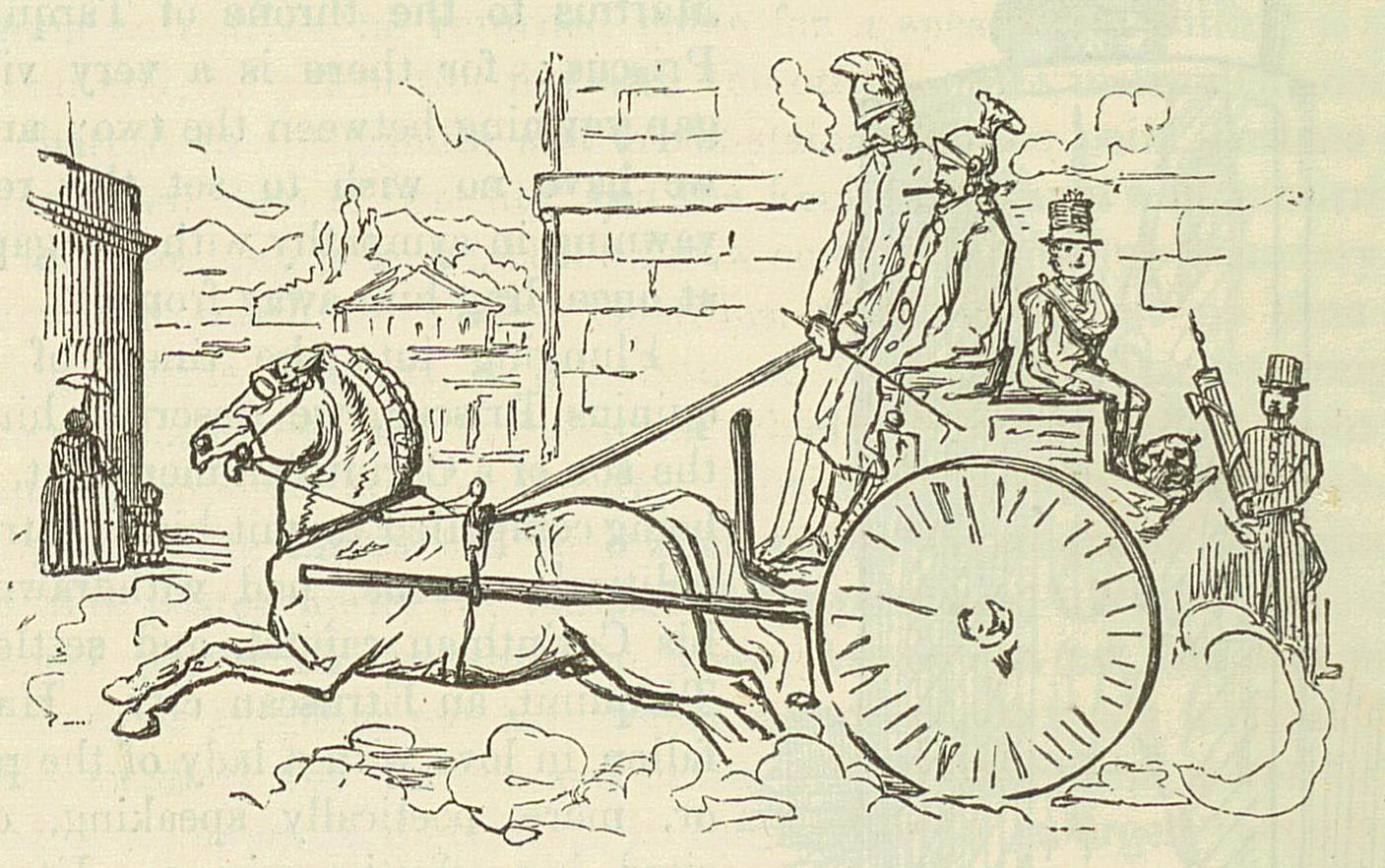
Los Celeres
The Comic History of Rome
Gilbert Abbott A. Beckett

Los Céleres (del latín celer "rápido") eran una guardia personal armada, compuesta por entre 300 y 500 hombres, mantenida por Rómulo, el mítico fundador de la antigua Roma. Los Céleres estaban asociados con Celer, el lugarteniente de Rómulo, responsable del asesinato de Remo, según algunas de las historias.
Tito Livio menciona que prestaban servicio tanto en tiempos de paz como de guerra, lo cual no era habitual en la mayoría de ejércitos antiguos (incluyendo el de Roma). Se desconoce si se trataba de infantería o de caballería: Dionisio dice que eran infantes, mientras que Livio y otras fuentes argumentan que los Celeres eran una unidad de caballería. Esto último parece lo más probable teniendo en cuenta que celeres significa, literalmente, "los rápidos".